# تجمع ماسب (أحور)

تعديل مصدري - تعديل

تجمع ماسب هو "تجمع بدوي" في  عزلة أحور بمديرية أحور التابعة لمحافظة أبين، بلغ تعداد سكانها 160 نسمة حسب تعداد اليمن لعام 2004.